# Distenia tuberosa
Distenia tuberosa là một loài bọ cánh cứng trong họ Cerambycidae.